# Lake Marcel-Stillwater
Lake Marcel-Stillwater – jednostka osadnicza w Stanach Zjednoczonych, w stanie Waszyngton, w hrabstwie King.